# Cappella Strozzi di Mantova

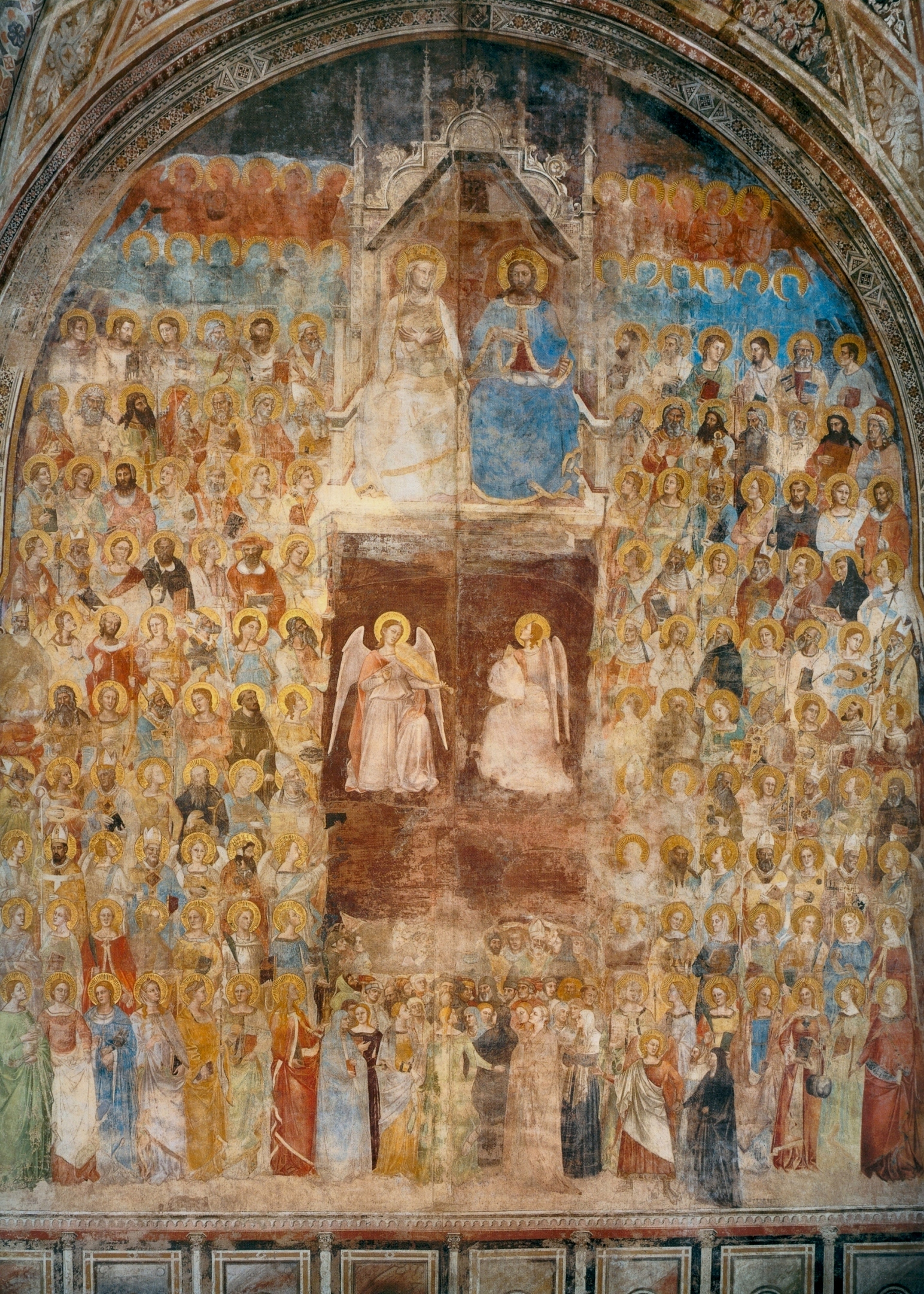
Nardo di Cione, Paradiso, 1360 circa

La cappella Strozzi è la cappella alla testa del transetto sinistro della basilica di Santa Maria Novella a Firenze. La cappella è sopraelevata e posta in maniera simmetrica rispetto alla cappella Rucellai.  Venne affrescata da Nardo di Cione con un Giudizio Universale, Inferno, Purgatorio e Paradiso dal 1351 al 1357.

## Storia
Appartenne alla famiglia Strozzi, più precisamente al ramo di Rosso di Geri Strozzi, i cui discendenti nel 1382 con Tommaso Strozzi vennero esiliati a Mantova. Per questo la cappella ha oggi questo nome (il ramo della famiglia venne denominato "di Mantova" comunque un secolo dopo la fondazione della cappella, esattamente dopo l'esilio anche di Palla Strozzi del 1434). 
La cappella venne finita di edificare verso il 1335, da Rosso di Geri Strozzi o dal figlio Jacopo (Giacomo). Solo successivamente, nel 1350-1357, fu coperta di affreschi per opera di Nardo di Cione (fratello di Andrea Orcagna), con la partecipazione più marginale di Niccolò di Tommaso e Giovanni del Biondo. La cappella è intitolata, sin dalla fondazione, a san Tommaso d'Aquino. La posizione della cappella è decentrata rispetto alla testata del transetto, per la presenza del campanile dietro la porzione sinistra della parete di fondo dello stesso transetto.

## Descrizione
Gli affreschi di Nardo di Cione sono tra le migliori opere di questo artista e furono commissionati da Tommaso di Rossello Strozzi in espiazione del peccato di usura. Ad essi partecipò anche Niccolò di Tommaso. Gli affreschi furono staccati e ricollocati in seguito a restauri. Vi sono raffigurati i regni dei cieli strutturati secondo la Divina Commedia di Dante. La parete sinistra presenta il Paradiso (staccato in due porzioni), dove i ritratti di santi si susseguono in continue file parallele, come sospesi l'uno sull'altro. La raffigurazione, per quanto ogni personaggio abbia una propria fisionomia individuale, si risolve in uno schiacciato "tappeto" multicolore, con una meccanica reiterazione delle pose che genera un effetto ritmicamente ipnotico. La parete di fondo presenta il Giudizio Universale, dove si trova anche un ritratto di Dante, mentre nelle vetrate, realizzate sempre su disegno di Nardo, sono raffigurati la Madonna col Bambino e San Tommaso d'Aquino. Le teste nelle vetrate sono frutto di un reintegro moderno. La parete destra presenta l'Inferno, di notevole violenza visiva, grazie alla cruda drammaticità delle scene dei dannati. Venne staccato in un unico pezzo, di dimensioni di ben 110 metri quadrati.
Negli intradossi dell'arcone di entrata sono dipinti quattro Dottori della Chiesa, vale a dire Girolamo, Agostino (a sinistra), Gregorio e Ambrogio (a destra), mentre nei medaglioni della volta a crociera si trovano San Tommaso d'Aquino e le Virtù, tutti affreschi attribuiti a Giovanni del Biondo.

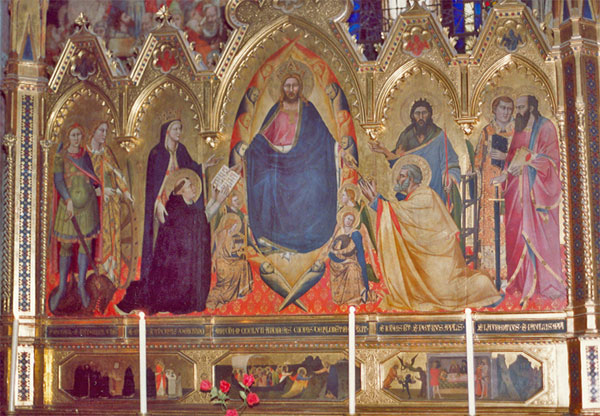
Andrea Orcagna, Redentore e santi, 1357

### Il polittico dell'Orcagna
Il polittico sull'altare della cappella è il Redentore che presenta le chiavi a san Pietro e un libro a san Tommaso d'Aquino, con la Madonna, san Giovanni Battista e altri santi'. Assistono alla scena a sinistra San Giorgio con il drago e Santa Caterina d'Alessandria con la ruota dentata del martirio, a destra san Paolo con la spada e San Lorenzo con la graticola. Si tratta di una tavola a cinque scomparti con predella dipinta con tre scene (296x160 cm), firmata e datata da Andrea Orcagna nel 1357. La tavola è centrata sulla figura impassibile del Cristo in gloria entro una "mandorla" angelica, che ricorda un'iconografia duecentesca. È un lampante esempio di come nella seconda metà del Trecento la pittura si dirigesse verso soggetti più dogmatici, arcaici e statici, in contrapposizione con i traguardi di realismo e narrazione di un cinquantennio prima di Giotto e della sua scuola. La tavola è ricordata anche per essere stata il primo esempio di polittico in cui i confini tra gli scomparti sono del tutto rimossi, a dare unità scenica all'intera rappresentazione.

### Opere esterne alla cappella
Sulla parete esterna della cappella si trova un orologio affrescato, dove si può leggere anche un distico di Agnolo Poliziano.
Sotto la scala di accesso si trova un antico sacello sepolcrale in cui sono sepolte le salme di vari membri del ramo di Mantova della famiglia Strozzi. Qui riposa anche la salma del Beato Alessio, domenicano e priore della basilica, figlio del già menzionato Jacopo di Rosso Strozzi e morto nel 1383. La salma del Beato Alessio riposava in realtà all'interno della cappella fino al secolo scorso. In seguito ad una ricognizione del 1942 fu ritrovata incorrotta, e quindi trasferita nel sepolcreto sotto la scala, entro un'urna di cristallo.
Entro il sepolcreto vi è un affresco della seconda metà del Trecento, di un'artista non ben identificato. Rappresenta la Deposizione e santi. L'arcata del sepolcreto è decorata da due profeti scolpiti da un anonimo scultore fiorentino, databili a circa il 1335-1340.